# Нарнія (угруповання)

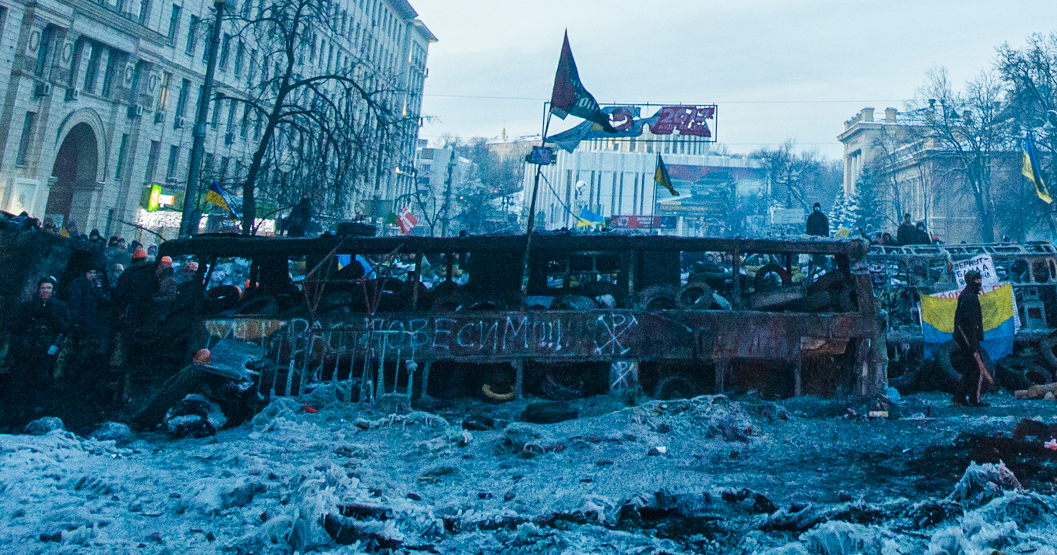

Нарнія — маргінальне мілітаризоване угрупування, що складається переважно з футбольних фанатів, радикалів з правого руху цілої України. Виникла на зламі Євромайдану 2014 року, мала авторитет найбільш боєздатного угрупування.[джерело?]

## Історія
З цифрового архіву пам'яті про майдан, відомо що Нарнія одна з перших хто вступили в бій на Грушевського. Попередньо організувавшись з «Правим Сектором» спланували тактичні дії. Близько 15:00 19 січні 2014 року Нарнія прориваючись через натовп опозиціонерів які пробували їх стримати виходить на рубіж в лобову атаку на лінію оборони Беркута, з лівого флангу були учасники «Правого сектора». За короткий час майданівцям вдається відтіснити міліціянтів за їх перший рубіж, захопити автобуси ВВ які пізніше стали барикадою. Ці дні запам'ятаються як протистояння на Грушевського. Це фактично перший вогник довгого протистояння коли майдан не захищався, а нападав. Спровокувало таку поведінку рішення влади ухвалити закони про диктатуру.

Ось як описують Нарнію в книзі «Мистецтво Барикад» від інституту національної пам'яті :
… наступного дня 18 лютого, я був присутній, коли вантажівки захоплювали на Грушевського, ми стояли у перших рядах. І тут теж з'являється ця команда і впродовж… ну не знаю… секунд семи вони застрибають на борт — семеро, максимум десять, чоловік — і скидають цілий ряд вв-шників. Коли вони полізли на борт, я поліз на кабіну. Розвертаюсь — а вевешники вже всі на асфальті. Так вони професійно працювали!…

## Скандали
Першою негативною медійною згадкою про Нарнію був скандал після погрому, який залишили молодики у звільненому на передодні КМДА 17 лютого. Зі слів учасників угрупування загін самооборони «Нарнії» і «Вікінги» уже довгий період базувалися в КМДА і їх позицією ніхто не цікавився. Тому після рішення «Свободи» і штабу Національного спротиву 16 лютого звільнити приміщення в замін на амністію учасникам майдану йшло в розріз з інтересами двох загонів, молодики не довіряли нікому. Хоча Нарнійців часто називали молодіжним крилом Свободи, поряд з ними був неодноразово помічений Євген Карась, їх спільнота не підпорядковувалась жодним організаціям. Також учасники не довіряли жодним провладним і новоспеченим організаціям, — про це молодчики неодноразово заявляли журналістам. Тому після звільнення КМДА Свобода намагалась блокувати доступ Нарнії до приміщення, на ґрунті цього виникла сутичка. Під тиском Нарнійці все ж змогли зайти в приміщення і забрати свої речі, та по собі залишили погром. Також їх звинуватили у викраденні техніки і інших речей, хоча жодних доказів Свободівці не надали.
Конфлікти Нарнії і інших сотень і організації на майдані були постійними, хоча вони могли без проблем стояти разом з опонентами проти злочинної влади Януковича. Лідери думок постійно старались тиснути на ЗМІ і публікувались у провладних і комуністичних новинних порталах називаючи московськими підлітками, радикалами, тітушками, провокаторами, нацистами.
Інша скандальна ситуація навколо Нарнії розгорілась після взяття під контроль банку який належав Януковичу молодшому. Тоді хлопці добровільно покинули приміщення, заявивши що не грабували його, а взяли для облаштування штабу організації. Тоді у учасників вилучили засоби схожі на вогнепальну зброю, битки, арматури, ножі, щити, та інші предмети які використовувались для самооборони. Пізніше їх випустили без пред'явлення обвинувачень, що сильно обурило проросійську сторону
По закінченню революції молодики також брали участь в очищенні майдану, так як були переконані, що всі революціонери покинули майдан. Розпочали компанію під лозунгом «Всі в АТО». У той час на їх думку і тих хто їх підтримує на майдані залишились одні безхатьки та ледарі, а вже тривало вторгнення Росії в Україну.
15 серпня 2014 року журналісти Спільно заявили що на них напала організація Самооборона Києва (Нарнія). Нарнія не підтвердила свою участь, і сказала що допоможе знайти нападників.
У переліку бездоказових звинувачень до Нарнії також є: катування і вбивство беркуту, пограбування адмін будівель, викрадення людей, виготовлення і зберігання вогнепальної зброї та вибухівки, тероризм, робота на замовлення Медведчука, Авакова, Кличка, Януковича, Кернеса, та зловживання наркотиками.
В останнє Нарнію згадують в негативному контексті при розгляді справи Шеремета, мовляв цивільний чоловік Кузьменко був з 11 сотні майдану — Нарнії. Підтвердження чи заперечень цього немає.

## Російсько Українська війна
Пізніше Нарнія була помічена в АТО в різних підрозділах. Її учасники вирізнялись радикальністю поглядів та небажанням миритись з несправедливістю. Так як достеменно невідомо хто були учасники угрупування, лише поодинокі дописи в соціальних мережах і теги нагадують про її існування. Одним з таких є «Воланд» боєць підрозділу Азов що написав книгу «Вальгалла Експрес», який брав участь у боях за Маріуполь 2014 року. Що стосується інших підрозділів, то у спецроті МВС існувала група «Нарнія».
В 2022 році після повномасштабного вторгнення Нарнія, яка довгі роки ніде не згадувалась, знову заявила про своє існування. Багато її учасників перебувають в лавах Збройних Сил України, про що свідчать фото і дописи в соціальних мережах.

## Втрати
Герасимчук Андрій Юрійович, 23 лютого 1996, 20 років, Луцьк Волинська область. Доброволець, колишній боєць роти патрульної служби міліції особливого призначення «Торнадо» (до її розформування у 2015 році). Навчався у Луцькому вищому професійному училищі № 9. В 17 років став активним учасником луцького Євромайдану, потім брав участь у протестах в Києві, у складі підрозділу «Нарнія». Під час протистоянь на Майдані був двічі поранений, лікувався в Польщі. Ще будучи неповнолітнім пішов на фронт у складі «Торнадо», спочатку неофіційно, а згодом отримав статус учасника АТО. Помер 30 серпня 2016 від важких травм, отриманих у результаті ДТП, що сталася 23 серпня опівдні на 134-му кілометрі траси Київ — Запоріжжя поблизу повороту на село Мельники Черкаської області. Після прощання в Луцьку Андрія поховали у батьківському селищі Дубище Рожищенського району.